# Подбрезова
Подбрезова́ (словац. Podbrezová) — село в окрузі Брезно Банськобистрицького краю Словаччини. Станом на грудень 2015 року в ньому проживало 3926 мешканців. У селі розташоване підприємство Железярнє Подбрезова (Železiarne Podbrezová). Протікає Вайсковський потік.

## Населення
| Рік:            | 1994. | 2004.   | 2014.   | 2024.    |
| --------------- | ----- | ------- | ------- | -------- |
| Кількість осіб: | 4178  | 4171    | 3965    | 3470     |
| Різниця:        |       | -0,16 % | -4,93 % | -12,48 % |

| Рік:            | 2023. | 2024.   |
| --------------- | ----- | ------- |
| Кількість осіб: | 3503  | 3470    |
| Різниця:        |       | -0,94 % |

## Уродженці
- Штефан Світек (1960—1989) — чехословацький злочинець засуджений до смертної кари, став останнім страченим на території Чехословаччини.